# Mirco Turel
Mirco Turel (Pordenone, 3 aprile 1994) è un cestista italiano.